# سرگئی لاوروف
سرگئی ویکتوروویچ لاوروف (روسی: Серге́й Ви́кторович Лавро́в؛ زادهٔ ۲۱ مارس ۱۹۵۰) وزیر امور خارجهٔ کنونی فدراسیون روسیه است. لاوروف دیپلمات پیشین اتحاد جماهیر شوروی سوسیالیستی در سریلانکا و سفیر فدراسیون روسیه در سازمان ملل متحد از ۱۹۹۴ تا ۲۰۰۴ نیز بوده‌است. وی به زبان‌های روسی، انگلیسی، فرانسوی و سینهالی مسلط است.
پس از آندری گرومیکو، وزیر خارجه اتحاد جماهیر شوروی که به مدت ۲۸ سال در این سمت انجام وظیفه کرد، سرگئی لاوروف دومین جایگاه را برای تصدی این مقام از نظر طول مدت دارد.

## زندگی شخصی
لاوروف در سال ۱۹۵۰ از پدر ارمنی مهاجر به روسیه و مادر روسی اهل گرجستان زاده شد. نام خانوادگی پدر لاوروف «کلانتریان» بود. او بعدها نام خانوادگی پدرش را کنار گذاشت و نام خانوادگی روسی مادرش را برگزید.
لاوروف عادت زیادی به سیگار کشیدن دارد. اطرافیان او گفته‌اند که او در برخی موارد در یک روز ۱/۵ پاکت سیگار می‌کشیده‌است. او از کسانی بود که در سال ۲۰۰۳ به تصمیم کوفی عنان در منع سیگار کشیدن در همه ساختمان‌های سازمان ملل اعتراض کرد.
سرگئی لاوروف سالی یکبار در آب‌های خروشان کوهستان‌های روسیه قایق‌رانی و دستکم هفته‌ای یک بار فوتبال بازی می‌کند. او هوادار سرسخت باشگاه فوتبال اسپارتاک مسکو است.
سرگئی لاوروف در ۱۹۷۱ با ماریا لاورووا ازدواج کرد. حاصل این ازدواج دختری به نام اکاترینا است. بنا به ادعای تیم رسانه‌ای آلکسی ناوالنی، لاوروف با زنی به نام اسوتلانا پولیاکووا که او را دختر خوانده خود می‌نامد رابطه عاشقانه دارد. پس از حمله ۲۰۲۲ روسیه به اوکراین دولت بریتانیا اسوتلانا پولیاکووا را تحریم کرد.
او در وقت آزاد به سرودن شعر نیز می‌پردازد.

## کار دیپلماتیک

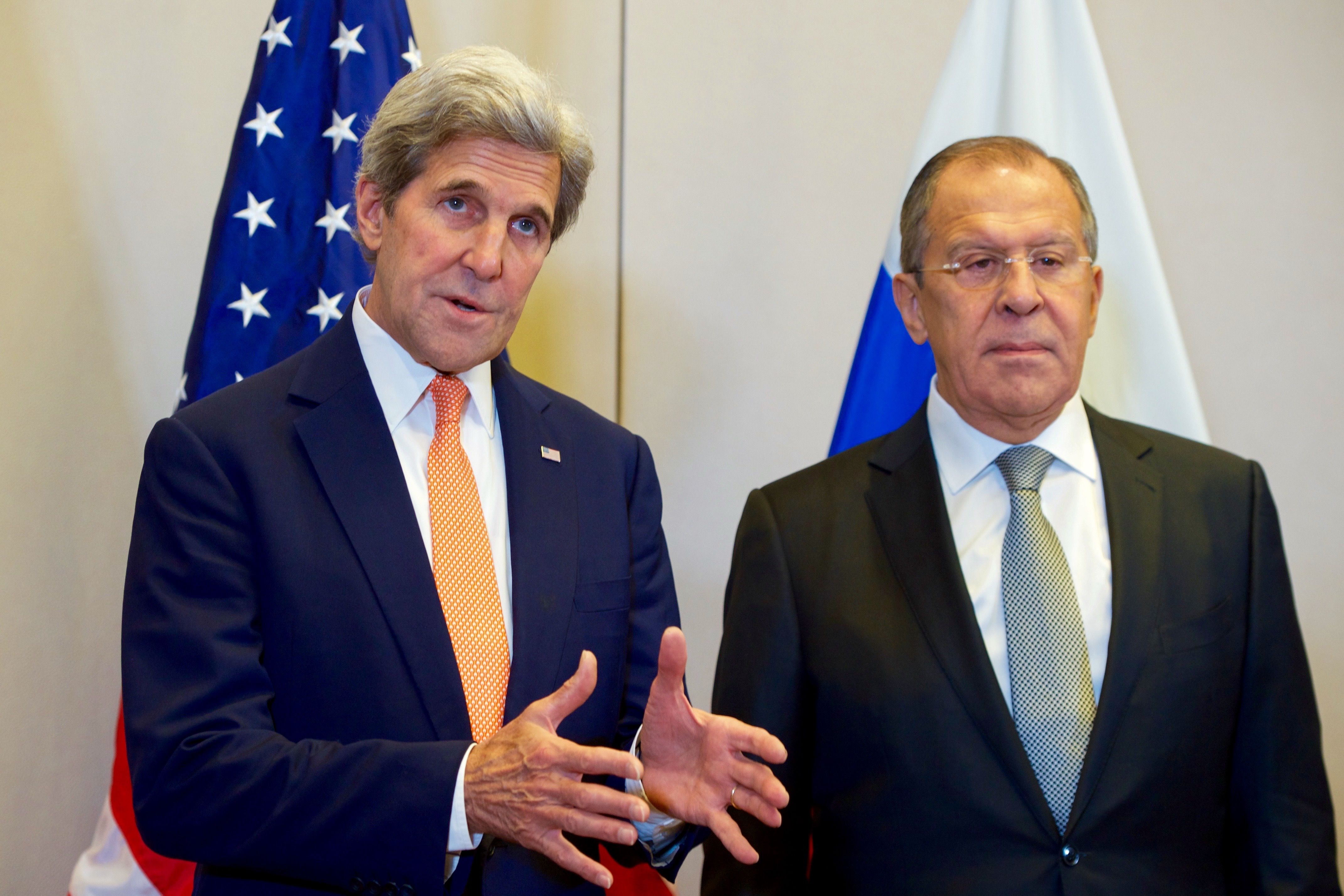
جان کری، وزیر امور خارجه ایالات متحده، در کنار سرگئی لاوروف، وزیر امور خارجه روسیه، در تاریخ ۹ سپتامبر ۲۰۱۶ در هتل پرزیدنت ویلسون در ژنو، سوئیس، قبل از آغاز نشست دوجانبه با محوریت سوریه، به پرسش یک خبرنگار پاسخ می‌دهد.

او دوست داشت کارشناس فیزیک هسته‌ای شود اما در سال ۱۹۷۲ از پژوهشکده دولتی روابط بین‌المللی مسکو فارغ‌التحصیل شد. او در دوره دانشگاه، زبان سینهالی، مولداویایی، انگلیسی، و فرانسوی را فرا گرفت. وی به‌عنوان دیپلمات اتحاد جماهیر شوروی سوسیالیستی به سری‌لانکا فرستاده شد و تا ۱۹۷۶ در آنجا کار کرد. پس از آن به مسکو بازگشت و در بخش سازمان‌های بین‌المللی وزارت امور خارجه تا ۱۹۸۱ مشغول به کار گشت.
وی در ۱۹۸۱ به‌عنوان مشاور ارشد مأموریت اتحاد جماهیر شوروی سوسیالیستی به سازمان ملل متحد رفت و تا ۱۹۸۸ در همان سمت باقی‌ماند. او پس از ترک سازمان ملل متحد و کار در وزارت امور خارجه تا ۱۹۹۴ دوباره به سازمان ملل متحد بازگشت و به‌عنوان سفیر فدراسیون روسیه در آن جا کار کرد. لاوروف رئیس دوره‌ای شورای امنیت سازمان ملل متحد در دسامبر ۱۹۹۵، ژوئن ۱۹۹۷، ژوئیهٔ ۱۹۹۸، اکتبر ۱۹۹۹، دسامبر ۲۰۰۰، آوریل ۲۰۰۲ و ژوئن ۲۰۰۳ بوده‌است.
در ۹ مارس ۲۰۰۴ ولادیمیر پوتین لاوروف را به مقام وزیر امور خارجه منصوب کرد.
سرگئی لاوروف با اجرای برنامه جامع اقدام مشترک در سال ۲۰۱۵ و احیای آن در سال ۲۰۲۲ موافق نبود.

### ناسزا
سرگئی لاوروف چندین بار به کاربرد الفاظ نادرست متهم شده‌است.
- در سال ۲۰۰۸ همزمان با جنگ روسیه و گرجستان، وقتی در یک گفتگوی تلفنی دیوید میلیبند وزیر امور خارجه بریتانیا با اشاره به اقدام نظامی روسیه گفت اتحادیه اروپا از رفتار کرملین خشمگین است، لاوروف پاسخ داد: «تو فکر می‌کنی چه پُخی هستی؟»[۵]
- در اوت ۲۰۱۵ در جریان یک کنفرانس خبری با حضور عادل جبیر، میکروفن‌ها صدایی از لاوروف را ضبط کردند که در حالی که با اخم منتظر پایان صحبت‌های وزیر خارجه عربستان بود زیر لب می‌گوید: «احمق لعنتی» مشخص نیست که او دقیقاً چه کسی را خطاب قرار داده‌است.[۵]
- در دسامبر ۲۰۱۶ وزیر خارجه روسیه پس از دیدار با همتای آلمانی خود در هامبورگ با چهره عصبانی خطاب به تصویربردار خبرگزاری رویترز گفت: "چی می‌خوای؟" و هنگامیکه از فیلم‌بردار دور می‌شد زیر لب زمزمه کرد: «debil» یا "احمق".[۵]